# Unterhaltungssoftware Selbstkontrolle
Unterhaltungssoftware Selbstkontrolle (USK) är en organisation i Tyskland som har för uppgift att göra en rekommenderad åldersgräns för barn till dator- och TV-spel.

## Åldersgränser

### Freigegeben ab 6 Jahren gemäß § 14 JuSchG
Spelet rekommenderas för personer över 6 år.

### Freigegeben ab 12 Jahren gemäß § 14 JuSchG
Spelet rekommenderas för personer över 12 år.

### Freigegeben ab 16 Jahren gemäß § 14 JuSchG
Spelet rekommenderas för personer över 16 år.

### Freigegeben ab 18 Jahren gemäß § 14 JuSchG
Spelet rekommenderas för personer över 18 år.

### Keine Jugendfreigabe gemäß § 14 JuSchG
Spelet rekommenderas för vuxna personer.